# جوزيب بريزوفيك
جوزيب بريزوفيك (12 مارس 1986 بفاراجدين في كرواتيا - ) هو لاعب كرة قدم كرواتي في مركز الوسط. شارك مع منتخب كرواتيا تحت 21 سنة لكرة القدم. أما مع النوادي، فقد لعب مع نادي دينامو زغرب ونادي رييكا ونادي سبيزيا ونادي شريف تيراسبول ونادي فاراجدين وNK Belišće ‏ ونادي سلافن بيلوبو.

## وصلات خارجية
- جوزيب بريزوفيك على موقع الاتحاد الأوربي (الإنجليزية)
- جوزيب بريزوفيك على موقع اتحاد كرواتيا (الكرواتية)
- جوزيب بريزوفيك على موقع قاعدة بيانات كرة القدم.إي يو (الإنجليزية)
- جوزيب بريزوفيك على موقع Soccerway.com (الإنجليزية)
- جوزيب بريزوفيك على موقع عالم كرة القدم.نت (الإنجليزية)
- جوزيب بريزوفيك على موقع AS.com (الإسبانية)